# 2407 Haug
2407 Haug је астероид главног астероидног појаса чија средња удаљеност од Сунца износи 2,919 астрономских јединица (АЈ).
Апсолутна магнитуда астероида је 10,77.